# Александрув (Радомщанський повіт)
Александрув (пол. Aleksandrów) — село в Польщі, у гміні Каменськ Радомщанського повіту Лодзинського воєводства.
Населення — 124 особи (2011).
У 1975-1998 роках село належало до Пйотрковського воєводства.

## Демографія
Демографічна структура станом на 31 березня 2011 року:
|          | Загалом | Допрацездатний вік | Працездатний вік | Постпрацездатний вік |
| -------- | ------- | ------------------ | ---------------- | -------------------- |
| Чоловіки | 63      | 21                 | 36               | 6                    |
| Жінки    | 61      | 16                 | 32               | 13                   |
| Разом    | 124     | 37                 | 68               | 19                   |